# Iatrosofie
De term iatrosofie is bedacht door de omstreden alternatieve behandelaar Jan Pieter de Kok. De leer is gebaseerd op het gedachtegoed van Paracelsus, aangevuld met denkbeelden uit de antroposofie, de filosofie van de Rozenkruisers en de theosofie. Net als de klassieke homeopathie van Samuel Hahnemann wil de iatrosofie niet de oorzaak van een ziekte bestrijden, maar de levenskracht van de patiënt versterken. Hierbij speelt ook het geloof in reïncarnatie een rol: de iatrosofie gaat ervan uit dat het lot van een mens wordt bepaald door zijn daden en zijn vorige levens (karma). Ziekte zou hiervan een verschijningsvorm zijn.
Het gedachtegoed van de hieruit ontstane sekte is een mengelmoes van alternatieve behandelwijzen en quasi-filosofisch-religieuze opvattingen. De iatrosofie wijst elke vorm van medische wetenschap af. Iatrosofie wordt weleens verward met de antroposofische geneeswijze.